# Notoperla magnaspina
Notoperla magnaspina är en bäcksländeart som beskrevs av Mclellan 2006. Notoperla magnaspina ingår i släktet Notoperla och familjen Gripopterygidae. Inga underarter finns listade i Catalogue of Life.